# Cliff Sterrett

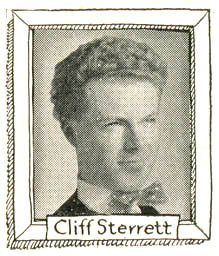
Cliff Sterrett (1916)

Cliff Sterrett (* 12. Dezember 1883 in Fergus Falls, Minnesota; † 28. Dezember 1964) war ein US-amerikanischer Illustrator, Karikaturist, Comiczeichner und -autor. Bekannt wurde er vor allem durch den Comicstrip Polly and Her Pals.

## Leben und Werk
Im Alter von 18 Jahren übersiedelte Sterrett nach New York, wo er die Chase School of Art besuchte. Von 1904 bis 1908 arbeitete er als Illustrator und Karikaturist für den New York Herald, im Anschluss daran bei der New York Times und später bei weiteren Zeitungen. Erste Erfahrungen mit dem Zeichnen von Comics sammelte Sterrett bei der Zeitung New York Evening Telegram, für die er im Jahr 1911 den Tagesstrip Ventriloquial Vag zeichnete, dem kurze Zeit später noch weitere mit den Titeln When a Man’s Married, Before And After und For This We Have Daughters folgten.
Im Jahr 1912 wurde er von William Randolph Hearst abgeworben und veröffentlichte am 4. Dezember 1912 den ersten Strip von Polly and Her Pals im New York Journal, anfangs noch unter dem Titel Positive Polly; der erste Sonntagsstrip folgte ein gutes Jahr später am 28. Dezember 1913. Für die Sonntagsseiten entwickelte Sterrett weitere Strips wie Damon and Pythias (später umbenannt in Dot and Dash), Sweethearts and Wives (später umbenannt in Belles and Wedding Bells) und And So They Were Never Married. Den Tagesstrip von Polly and Her Pals gab Sterrett 1935 ab, die Sonntagsseite hielt er bis zur Einstellung des Strips im Jahr 1958.

## Bedeutung
Sterrett baute ab den 1920er Jahren in seinen Comics kubistische, surrealistische und expressionistische Elemente ein und inspirierte diverse Zeichnerkollegen, so zum Beispiel Martin Branner. Andreas C. Knigge würdigt Sterrett als einen „der innovativsten und besten Zeichner seiner Epoche“ und stellt ihn in eine Reihe mit Lyonel Feininger und Winsor McCay.